# Toledo (Paraná)
Toledo is een gemeente in de Braziliaanse deelstaat Paraná. De gemeente telt 135.538 inwoners.

## Aangrenzende gemeenten
De gemeente grenst aan Assis Chateaubriand, Cascavel, Marechal Cândido Rondon, Maripá, Nova Santa Rosa, Ouro Verde do Oeste, Quatro Pontes, Santa Tereza do Oeste, São Pedro do Iguaçu en Tupãssi.

## Verkeer en vervoer
De plaats ligt aan de wegen BR-163, BR-467, PR-182, PR-239, PR-317 en PR-585.

## Geboren
- Massimiliano Busnelli (1975), autocoureur
- Ricardo Sperafico (1979), autocoureur
- Germano Borovicz Cardoso Schweger (1981), voetballer